# Vigile d'Auxerre
Pour les articles homonymes, voir Vigile.
Saint Vigile d'Auxerre (Sanctus Vigilius) († 11 mars 684 ou 689) était confesseur et 21e évêque d'Auxerre de 653 ou 657 à 684 ou 689. 
On le fête le 11 mars. Certains placent sa fête le 10 juillet.

## Biographie
Probablement originaire d'Auxerre ou alentours, Vigile est le 21e évêque d'Auxerre. 
Durant son épiscopat à Auxerre, il fait édifier l’abbaye Notre-Dame-la-d'Hors (« hors les murs »), depuis disparue, qu’il destine à sa sépulture. 
À l'emplacement de l'actuelle caserne Gouré il fonde une maison-dieu où l’on héberge et soigne les pèlerins pauvres de passage, appelée maison-dieu ou hôpital Saint-Vigile puis, vers le XVe siècle, appelée hôpital Saint-Souvain ou Saint-Silvain du nom d'un saint choisi pour patron dans plusieurs hôpitaux du Berry.
Il est probablement à l'origine de l'étang Saint-Vigile, disparu dès avant l'établissement de la carte de Cassini au XVIIIe siècle, en faisant barrer d'une chaussée le fond de vallée longeant les remparts nord de la ville afin d'obturer l'écoulement des eaux de ruissellement des collines au nord et à l'ouest de la ville. L'étang renforce la défense de la ville, protégée au sud par un coteau à pente raide. La rue qui menait du centre ville à l'étang garde de nos jours le nom de l'étang Saint-Vigile.
À la Maison-Dieu et à Notre-Dame-La-D'Hors il lègue entre autres domaines ceux de Saint-Georges(-sur-Baulche), Ladué (peut-être Laduz à côté de Senan ?), Senan, Bonard, Flogny, Mérey (peut-être Merry sur Montigny-la-Resle ?) et Soulangy (sur Sarry ?). Son domaine de Pouilly, Pauliaca villa, avec ses vignes, va à l'abbaye Notre-Dame-La-D'Hors.
Après avoir servi l'épiscopat d'Auxerre pendant vingt-cinq ans et cinq mois, il est tué le 11 mars 684 dans la forêt de Compiègne près de Soissons par Waraton, Maire du Palais de Neustrie à qui il reprochait sa conduite : Gilimer, fils de Waraton, ayant d'une façon ou d'une autre pris à son père la charge de Maire du palais, ce dernier la lui avait reprise. Challe, qui rappelle que Vigile était un noble et vraisemblablement guerrier, nommé par le roi et non élu, note pour sa part que Vigile a « pris sans doute une trop grande part aux compétitions violentes » concourant à ces changements de situation, et qu'« il en fut victime ».

## Culte
Vigile d'Auxerre est crédité de nombreux miracles.
Son tombeau est exposé sur les marches de l'autel de l'église Notre-Dame-La-D'Hors ; les malades sont introduits à l'intérieur du tombeau par des ouvertures dans ce dernier. Plus tard ses reliques sont placées dans une première châsse.
Sa réputation, déjà bien établie de son vivant, devient un culte important localement ; il est le « glorieux ami de Dieu » invoqué dans les calamités publiques, un bonne niche par les temps qui courent alors.
L'importance sociale de l'église qui contient ses reliques continue elle aussi de grandir. Ainsi Notre-Dame-La-D'Hors, avec Saint-Pierre, Saint-Eusèbe et Saint-Germain, fait partie des quatre églises qui n'entrent pas dans le symbolisme des Rameaux (entrée du Christ dans Jérusalem) mais sont malgré tout des stations pour les processions des Rameaux. Il est vrai que chacune de ces quatre églises contient des reliques d'évêques d'Auxerre. 
L'église devient ainsi un lieu de  pèlerinage suffisamment important pour que les moines de Saint-Marien veuillent récupérer les reliques pour eux-mêmes ; plusieurs disputes s'élèvent à ce sujet, plus particulièrement au XVe siècle.
En 1567 les reliques de saint Vigile sont dispersées par les Huguenots. L'évêque d'Auxerre Amyot en recueille quelques-unes qu'il dépose dans une deuxième châsse, placée le 10 juillet 1589 sur l'autel où elle se tient jusque vers le milieu du XVIIe siècle.
Le sarcophage est peut-être celui portant une croix pattée qui a été découvert en 1852 lors de travaux de terrassement de la place, accompagné de nombreux autres sarcophages, mais certains émettent des doutes sur cette attribution.

## Hommages
La rue de l'Étang-Saint-Vigile longe le côté Est du lycée Jacques Amyot, entre Saint-Germain vers le nord (proche de la première enceinte de la ville) et les abords de la cathédrale au sud (essentiellement l'emplacement de l'ancien monastère Notre-Dame-La-D'Hors). Au XVIe siècle elle était nommée rue des Trois-Maries en rappel de la chapelle située au coin de la rue à l’emplacement de la chapelle actuelle du lycée Jacques Amyot.
La rue Saint-Vigile (une autre rue que la précédente) aurait été réunie à la rue des Ursulines pour former ensemble la rue Michel Lepeletier de Saint-Fargeau, allant de la rue du Nil au sud-ouest jusqu'au palais de Justice au nord-est. L'hôpital Saint-Vigile se trouvait là.